# Ruilopezia bromelioides
Ruilopezia bromelioides là một loài thực vật có hoa trong họ Cúc. Loài này được (Cuatrec.) Cuatrec. miêu tả khoa học đầu tiên năm 1976.